# 유토피아로 가는 길
《유토피아로 가는 길》(Road To Utopia)은 미국에서 제작된 할 워커 감독의 1946년 영화이다. 빙 크로스비 등이 주연으로 출연하였고 폴 존스 등이 제작에 참여하였다.
1943년에 촬영되었으나 1946년이 되어서야 개봉되었다.

## 출연

### 주연
- 빙 크로스비
- 밥 호프

### 조연
- 도로시 라무어
- 힐러리 브룩
- 더글러스 덤브릴
- 잭 라 루
- 로버트 바랫
- 네스토 파이바

## 기타
- 미술: 롤랜드 앤더슨
- 미술: 한스 드레이어
- 의상: 에디스 헤드